# Colobothea seriatomaculata
Colobothea seriatomaculata là một loài bọ cánh cứng trong họ Cerambycidae.